# Gaurax pleuromaculatus
Gaurax pleuromaculatus är en tvåvingeart som beskrevs av Oswald Duda 1934. Gaurax pleuromaculatus ingår i släktet Gaurax och familjen fritflugor. Inga underarter finns listade i Catalogue of Life.